# Rita GT
Rita Guedes Tavares, Rita GT, (Porto, 1980) é uma artista plástica portuguesa cujo trabalho aborda temas como a memória, a identidade e os direitos humanos. O seu percurso internacional permitiu-lhe explorar diversas culturas e perspetivas históricas. Através da imagem, palavra e performance, investiga questões sociais e políticas. Tem exposto individual e coletivamente em instituições e galerias de renome em Portugal, Reino Unido, Angola, África do Sul, Timor-Leste, Nigéria, Brasil e Alemanha. É cofundadora do projeto e-studio.

## Biografia
Nasceu em 1980, no Porto, Portugal. Licenciou-se em Design de Comunicação pela Faculdade de Belas Artes da Universidade do Porto. Posteriormente, frequentou o Curso Avançado em Artes Visuais da Escola Maumaus, em Lisboa, e integrou o programa de Mestrado em Belas Artes na Malmö Art Academy, na Suécia.

## Percurso
O trabalho de Rita GT caracteriza-se por uma abordagem multidisciplinar, incluindo instalação, vídeo, performance e práticas colaborativas. A sua obra assenta em narrativas históricas e sociais, recorrendo a imagens, palavras e rituais performativos para refletir sobre o passado colonial e as suas repercussões contemporâneas.
Em 2015, foi comissária do Pavilhão de Angola na 56ª Bienal de Veneza. Participou em diversas exposições individuais e coletivas, incluindo a Bienal de Macau, em 2020, e uma exposição no Yorkshire Sculpture Park, no Reino Unido, em 2021. A sua obra tem sido referida em publicações de arte, como Artforum e Contemporary And e destacada por críticos e curadores.
"Artista crítica, intervencionista, e humanista com uma prática que se desenvolve em torno de problemas sistémicos como os modos como construímos memória colectiva e identidade na sua relação com a(s) história(s) do colonialismo e com os direitos fundamentais dos seres humanos." para adaptar e sustentar esta parte "para refletir sobre o passado colonial e as suas repercussões contemporâneas."

## Arte
Entre as exposições e projetos mais relevantes da artista, destacam-se:
- 2021 – Yorkshire Sculpture Park, Reino Unido
- 2020 – Bienal de Macau
- 2017 – Exposição anual da Royal Academy de Londres e participação na Bienal de Lagos (Nigéria)[4] [5] [6]
- 2015 – Comissariado do Pavilhão de Angola na 56ª Bienal de Veneza

As suas obras foram apresentadas em diversas instituições, incluindo o Museu Nacional de Arte Contemporânea – Museu do Chiado e a Galeria ZDB, em Lisboa.
Os seus trabalhos podem ser apreciados em coleções públicas nomeadamente Fundação PLMJ (PT), MNAC – Museu Chiado (PT), Coleção Norlinda e José Lima (PT), Instituto Camões - Luanda (AO), ACCA by CL (AO).

## Obras em destaque
- "Unearthing" (2021) – Vídeo-performance dedicada às histórias de mulheres migrantes durante o período colonial, comissionada pelo Yorkshire Sculpture Park.[8] [9] [10]
- "Escola ao Lado (School Next Door)" (2018) – Projeto apresentado em Londres.
- "We Shall Overcome!" (2015) – Museu Nacional de Arte Contemporânea - Museu do Chiado, em Lisboa.
- "Faces (Caras não Caras)" (2014) – Exposição no Centro Cultural Português em Luanda.

## Prémios e Reconhecimento
Rita GT recebeu diversas distinções pelo seu trabalho, incluindo prémios em festivais de arte contemporânea e menções honrosas em exposições internacionais. 
- Prémio Moving Africa (2013) por parte do Goethe Institut, através da Wits University, Joanesburgo, África do Sul.

## Ligações Externas
- Página oficial da artista Rita GT
- Rita GT - Movart
- Rita GT na Galeria Veracruz
- Rita GT: Cum Laude
- Art Fair 2018 - RTP
- Portugueses pelo Mundo - RTP
- Diáspora - RTP
- Rita GT na Coleção de Arte Contemporânea do Estado (CACE)
- As casas de banho “mais cool” de Lisboa estão na Lx Factory- NIT
- Rita GT ou a importância de lembrar/esquecer
- ArtRio
- Black Skin, White Masks. The Black Body in Presence: Buhlebezwe Siwani, Masimba Hwati, Rita GT, Valete - Dá Fala (Blogue da Cultura Contemporânea Africana
- Black Skin, White Masks: The Black Body in Presence - Galerias Municipais
- Rita GT e Keyezua na plataforma "Dialogues" da London Art Fair 2018 - RTP
- Angola: Exposição “Faces (Caras não Caras)”, de Rita GT, no Centro Cultural Português em Luanda - Camões - Instituto da Cooperação e da Língua
- Rita GT, uma portuguesa em Angola